# Clearfield (Utah)
Clearfield è un comune degli Stati Uniti d'America, nella Davis nello Stato dello Utah.